# Get Hurt (The Gaslight Anthem)
Get Hurt is het vijfde studioalbum van de Amerikaanse rockband The Gaslight Anthem. Het album werd uitgegeven op 12 augustus 2014 op cd en lp door het platenlabel Island Records. Island Records had reeds de activiteiten van Mercury Records, het vorige label van de band, overgenomen. Het album werd aanzienlijk slechter ontvangen door recensenten dan de voorgaande albums van de band. Desondanks kreeg het ook lovende reacties.
Voor de nummers "Get Hurt" en "Rollin' and Tumblin'" zijn videoclips uitgegeven.

## Nummers
| Get Hurt 1. "Stay Vicious" - 3:33 2. "1,000 Years" - 3:38 3. "Get Hurt" - 3:43 4. "Stray Paper" - 2:48 5. "Helter Skeleton" - 3:13 6. "Underneath the Ground" - 4:05 7. "Rollin' and Tumblin'" - 2:50 8. "Red Violins" - 3:20 9. "Selected Poems" - 2:53 10. "Ain't That a Shame" - 3:02 11. "Break Your Heart" - 4:20 12. "Dark Places" - 3:44 | Deluxe-editie 1. "Sweet Morphine" - 4:17 2. "Mama's Boys" - 4:01 3. "Halloween" - 3:11 iTunes-bonustrack (deluxe-editie) 1. "Have Mercy" - 3:21 Best Buy-bonustrack (deluxe-editie) 1. "This is Where We Part" (cover van Twopointeight) - 3:54 |

## Muzikanten
Band
- Alex Rosamilia - gitaar, keyboard, zang
- Brian Fallon - gitaar, zang
- Benny Horowitz - drums, slagwerk, zang
- Alex Levine - basgitaar, zang

Aanvullende muzikanten
- Sharon Jones - achtergrondzang
- Ian Perkins - gitaar, zang
- Natalie Prass - achtergrondzang